# Markos Botsaris
Markos Botsaris (řecky Μάρκος Μπότσαρης; 1790, Souli – 21. srpna 1823, Kefalovryso) byl řecký suliotský generál Řecké osvobozenecké války.

## Život
Narodil se ve vesnici Souli, která byla obývaná Sulióty, albánsky hovořícími Řeky. Oblast Souli byla jedna z nezávislých řeckých území v neustálém boji s Turky a Sulióti byli známí pro svůj bojovný život. Narodil se do rodiny Kitsose Botsarise. Rodina Botsarisů patřila k nejvýznamnějším a nejbohatším Suliótům a podle tradice byli příbuzní se slavným protitureckým albánským bojovníkem Gjergj Kastrioti Skanderbegem. Markos vstoupil do tajného řeckého protiosmanského spolku Filiki Eteria. Zpočátku pomáhal osmanským vojskům potlačit epirského uzurpátora Ali Pašu z Tepeleny, později se s ním však spojil proti Turkům. Ali Paša byl sice poražen, ale v březnu 1821 vypukla Řecká osvobozenecká válka, do které se Sulióti s Markosem hned přidali a Turky mnohokrát porazili. Zasloužil se též za vítězství a záchranu obyvatel během prvního tureckého obléhání města Mesolongi.
Dne 21. srpna 1823 byl Botsaris zastřelen jedním z Albánců během řecko-osmanské bitvy u Karpenisi. Postava Markose Botsarise a jeho hrdinská smrt se však stala známá po celé západní Evropě, ve svém díle se mu věnovala řada evropských spisovatelů. O Botsarisovi vzniklo mnoho řeckých a albánských lidových písní. Nejznámější je řecká píseň o jeho smrti – Thrinos Megalos (Velký smutek). Sám je autorem řecko-albánského slovníku.